# François Sommer
Pour les articles homonymes, voir Sommer.
Compléments
- Fondateur du parc national de Manda, au Tchad (1965)

François Sommer, né le 25 décembre 1904 à Mouzon (Ardennes) et mort le 8 janvier 1973 à Paris, est un industriel et un résistant français.
Investi dans la chasse, il fonde en 1950 l'Association nationale des chasseurs de grand gibier, qui est à l'origine des premiers plans de chasse (1954) ou des arrêtés ministériels autorisant le tir d'été du brocard (1956). Il est également à l'origine de la création de la fondation François-Sommer pour la chasse et la nature, du musée de la Chasse et de la Nature et du parc de Bel-Val dans les Ardennes.

## Biographie

### Les premières années

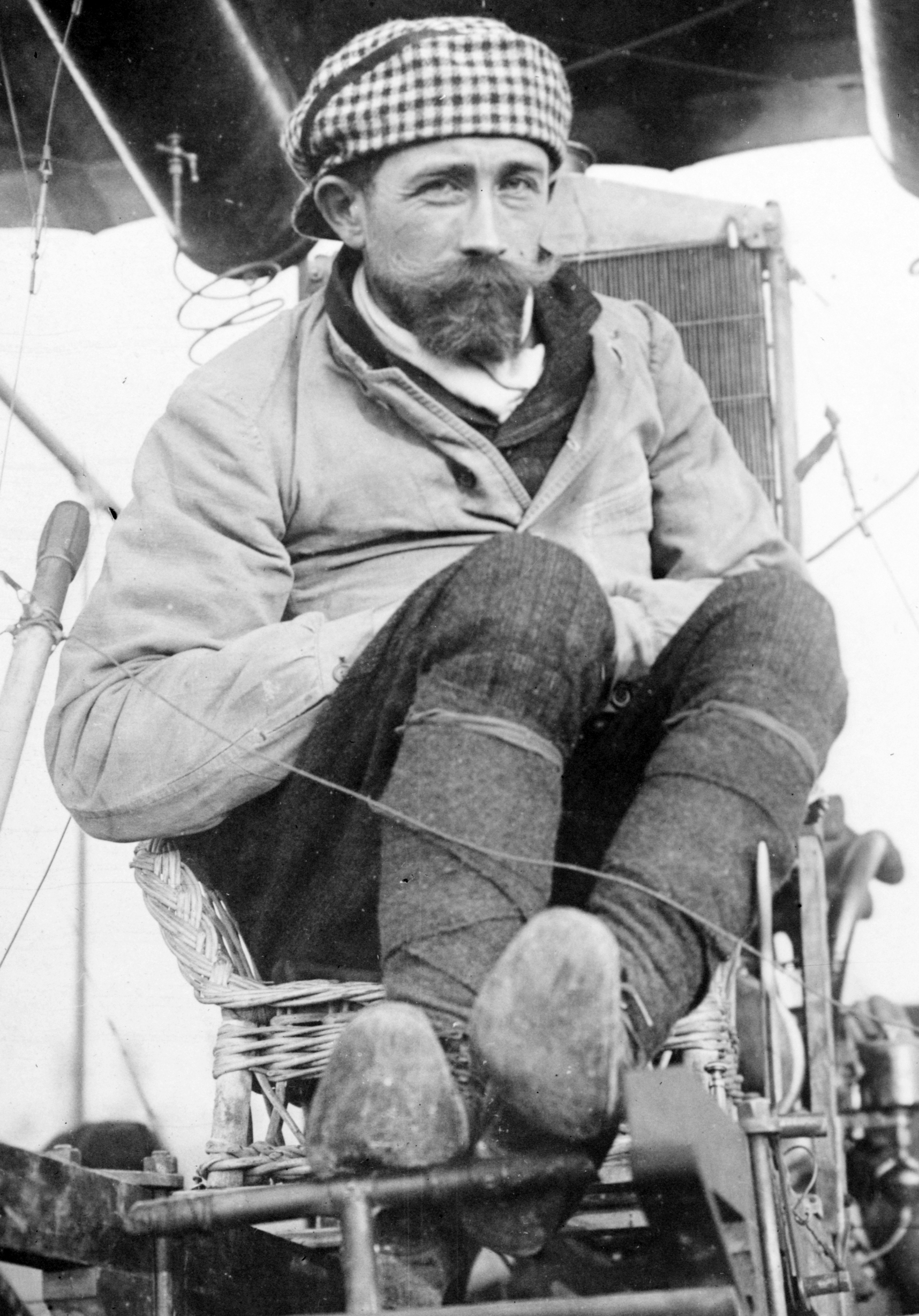
Roger Sommer dans un biplan Farman.

Son enfance dans les Ardennes développe en lui le goût de la nature et des grands espaces. Il est l'ainé des enfants Sommer, et partage avec ses frères Pierre et Raymond, une passion pour le sport et l'aventure.
Auprès de son père, Roger Sommer qui fut l'un des pionniers de l'aviation, il goûte très jeune à l'aventure. En 1910, à l'âge de six ans, François Sommer effectue son baptême de l'air avec son père.

### L'aventure aérienne et la découverte de l'Afrique
En 1924, il convainc son père de louer l'ancien territoire de chasse de Bel-val, qui fait près de 1000 hectares dans le massif forestier des Dieulets et ne compte plus alors que deux ou trois couples de chevreuil.
En 1934, il traverse l'Afrique du Nord au Sud à bord d'un petit avion Fairchild 24 de tourisme.
Il épouse Paule Darrigrand, le 21 janvier 1939.

### L'engagement dans la guerre et la résistance militaire

#### Navigateur dans la34eescadrede bombardement
Devenu un aviateur expérimenté, il se distingue brillamment pendant la Seconde Guerre mondiale.
Il est mobilisé au Bourget en septembre 1939 et est affecté à la 34e escadre de bombardement, avec le grade de sergent-chef, le 30 avril 1940.
Le 13 mai à l'aube, les lignes de défense autour de Sedan sont attaquées par mille cinq cents avions des 1er et 2e Fliegerkorps de la Luftwaffe. Les chasseurs et bombardiers viennent en appui de l'infanterie composée de dix mille hommes, trois cents chars et trois mille véhicules. La 34e escadre est versée dans le groupement de bombardement no 9 (GB 9) et se retrouve en première ligne, basée à Montdidier et à Roye en Picardie. François Sommer se retrouve aux commandes d'un vieux bombardier Amiot 143, de 1934, avec un équipage de quatre hommes. Le lieutenant Gaston Palewski, directeur de cabinet de Paul Reynaud qui a demandé à rejoindre une unité combattante, se retrouve ainsi à ses côtés.
Il effectue de nombreuses missions et est honoré de deux citations à l’ordre de la division. Le II/34 effectue sa dernière mission de guerre le 15 juin 1940 sur Château-Thierry. Deux jours plus tard, l'ordre d'évacuation vers le Maroc est donné afin d'éviter que les avions ne tombent au main des allemands. Replié à Meknès, la GB 9 se voit attribuer une citation à l'ordre de l'armée par le général Joseph Vuillemin, commandant en chef des forces aériennes. Après l'armistice du 22 juin, François Sommer est démobilisé le 15 août 1940. Il regagne la France et retrouve son épouse dans les Ardennes.

#### La résistance intérieure avecCeux de la Libération
De retour en France occupée, il rejoint, en novembre 1940, le réseau de la résistance "Ceux de la Libération" (CDLL), l'un des huit grands mouvements de la Résistance intérieure que viennent de créer Maurice Ripoche et Jacques Ballet. Il devient l'un des responsables de ce mouvement, avec Maurice Ripoche, Jacques Ballet et Gilbert Médéric-Védy. Leur action permet d'obtenir des plans allemands et des informations sur les déplacements de troupes ennemies. En fin d'année 1942, François Sommer est recherché par la Gestapo, il décide de rejoindre les Forces aériennes françaises libres en passant en Angleterre, en compagnie de Jacques Ballet, en convoyant avec eux un sergent mitrailleur américain. La traversée des Pyrénées est très difficile avec le renforcement des patrouilles allemandes et une météo difficile. Les trois hommes franchissent le Val d'Aran, sous la neige à l'aube du 9 janvier 1943. Deux jours plus tard, ils sont arrêtés en Catalogne par la garde civile, et se font passer pour des citoyens canadiens pour obtenir leur libération. Après un mois d'incarcération difficile à Lérida, ils sont libérés et dirigés sur Madrid. L'ambassade britannique leur fournit un sauf-conduit pour Londres, qu'ils rejoignent par un convoi partant de Gibraltar,.

#### Navigateur dans le groupe de bombardement Lorraine

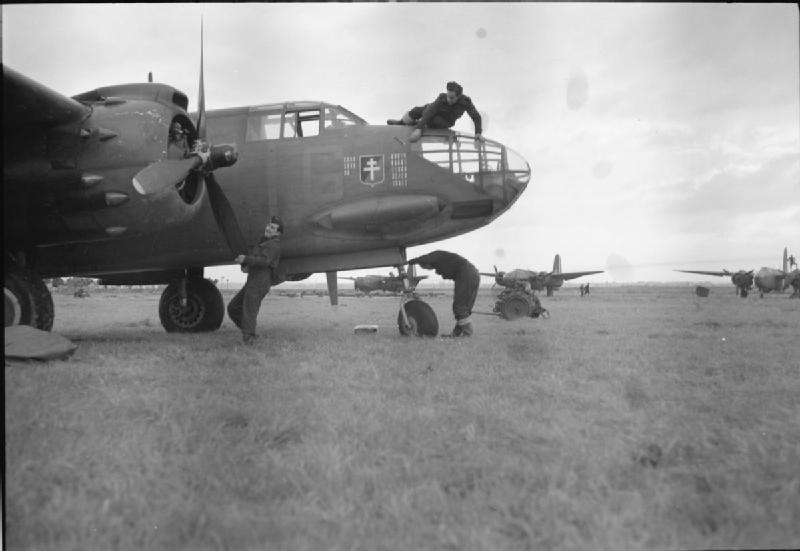
Douglas Boston du groupe de bombardement Lorraine, Vitry-en-Artois, octobre 1944.

Dès son arrivée à Londres, en mars, François Sommer se présente au bureau de recrutement de la Royal Air Force, et se rajeunit de huit ans pour être admis à voler. Il est affecté aux forces aériennes françaises libres et intégré au groupe de bombardement Lorraine qui est officiellement reconstitué comme une unité française rattachée à la Royal Air Force et immatriculé Squadron no 342, le 1er avril 1943. Son entrainement commence aussitôt sur le terrain de West Raynham (Norfolk), où il est affecté à un bombardier bimoteur d'assaut, le Douglas A-20 Havoc avec l’appellation « Boston », donnée par la Royal Air Force, qui correspond à une commande initiale de la France.
François Sommer devient navigateur au sein de l'équipage du "C" pour Charlie, Ville de Cherbourg. Il effectue avec ses compagnons d'arme quatre-vingt-trois missions de bombardement de jour et de nuit, sans aucune perte pour l'équipage, et devient l'avion le plus titré de l'escadre. Charlie bombarde le dépôt de locomotives de la gare de Tourcoing, sans toucher la ville, ou encore lance le raid de bombes fumigènes sur les plages du débarquement en Normandie à l'aube du 6 juin 1944. Après la participation aux combats en Normandie, les missions vont se déployer aux Pays-Bas puis en Allemagne, et l'escadre quitte sa base d'Hartford Bridge, pour Vitry-en-Artois, dans le Pas-de-Calais, le 17 octobre 1944.
Cet engagement vaut à tout l'équipage d’être nommé compagnon de la Libération. Le « Lorraine » reçoit la croix de la Libération et survole les Champs-Élysées en formation de croix de Lorraine, le 18 juin 1945.

#### Chef de cabinet dans l'état-major de l'armée de l'air
En octobre 1944, il est nommé lieutenant et chef de cabinet du général de division aérienne Martial Valin, chef d'état-major de l'armée de l'air (et ancien commandant des Forces aériennes françaises libres). Ce travail, qui consiste surtout à gérer les départs des personnels excédentaires avec la fin de la guerre, ne lui apporte peu de satisfactions, hormis l'estime et l'amitié d'hommes politiques qui fonderont la Ve République.

### Le chef d'entreprise
François Sommer est démobilisé le 26 novembre 1945 avec le grade de capitaine après cinq années et deux mois d'active. Il retourne dans les Ardennes, pour retrouver les ateliers de la petite entreprise familiale de feutre créée en 1807, et gérée tant bien que mal pendant l'occupation par son père Roger. Les ateliers Sommer sortent relativement intacts de la guerre. L'usine, épargnée en 1940, a été bombardée entre le 31 août et le 7 septembre 1944. Ces bombardements ont détruit 45 % des installations. Ils comptent 250 ouvriers qui travaillent, dans des conditions pénibles et avec des procédés traditionnels, le feutre et le simili-cuir, à base de déchets de cuir et de latex. L'entreprise produit des semelles de pantoufles, et de la thibaude, doublure de tapis ou de moquette qui confère une épaisseur et un moelleux.
En 1947, Roger Sommer, soixante-dix ans, associe ses fils François et Pierre au capital et à la direction des usines Sommer, en transformant la société en SARL Roger Sommer et fils.
En 1953, il succède à son père à la tête de l'entreprise, devenue société anonyme, avec 250 salariés. François Sommer crée les marques Tapiflex et Tapisom, et scelle l'alliance des textiles et des plastiques. L'entreprise lance des campagnes de publicité, des démonstrations au Salon des arts ménagers et s'organise pour s'adapter à la grande distribution. En 1962, l'entreprise ouvre une nouvelle usine dans la zone industrielle de Sedan, et crée une société de distribution en Allemagne qui devient rapidement le deuxième marché de l'entreprise.
La société dépasse les limites du marché national et devient une entreprise européenne, une référence dans le domaine des revêtements de sol. En 1965, l'entreprise devient Sommer SA, elle fait un chiffre d'affaires de 237,5 millions de francs, avec 1916 employés.
Ouvert sur les questions sociales, François Sommer est l’un des tout premiers patrons à appliquer l'ordonnance facultative du 7 janvier 1959 sur l'intéressement aux résultats de l'entreprise, puis celle du 17 août 1967 sur la participation.

### Voyage, protection de la nature et chasses
Après la guerre, il reprend ses voyages. L’Afrique reste l'une de ses terres de prédilection. Dans les années cinquante, afin de lutter contre une chasse intensive et meurtrière, il propose la création de la réserve de Manda, au Tchad, qui deviendra parc national grâce à ses interventions. Dans une perspective semblable, il entreprend de faire du parc de Bel-Val dans les Ardennes, une réserve de la faune française en y acclimatant des animaux sauvages. Ami de Mariano Freiherr von Droste zu Hülshoff à Adenau, il se laisse inspirer par l' encadrement et la manière de chasse allemand.
Ce goût passionné de la nature est partagé par son épouse Jacqueline Sommer (1913-1993). Non contente d’accompagner son mari dans ses lointaines expéditions de chasse, elle fonde l'Association sportive de la chasse photographique française et organise, en 1963, le premier festival international de films de chasse et de nature.

### Les dernières années

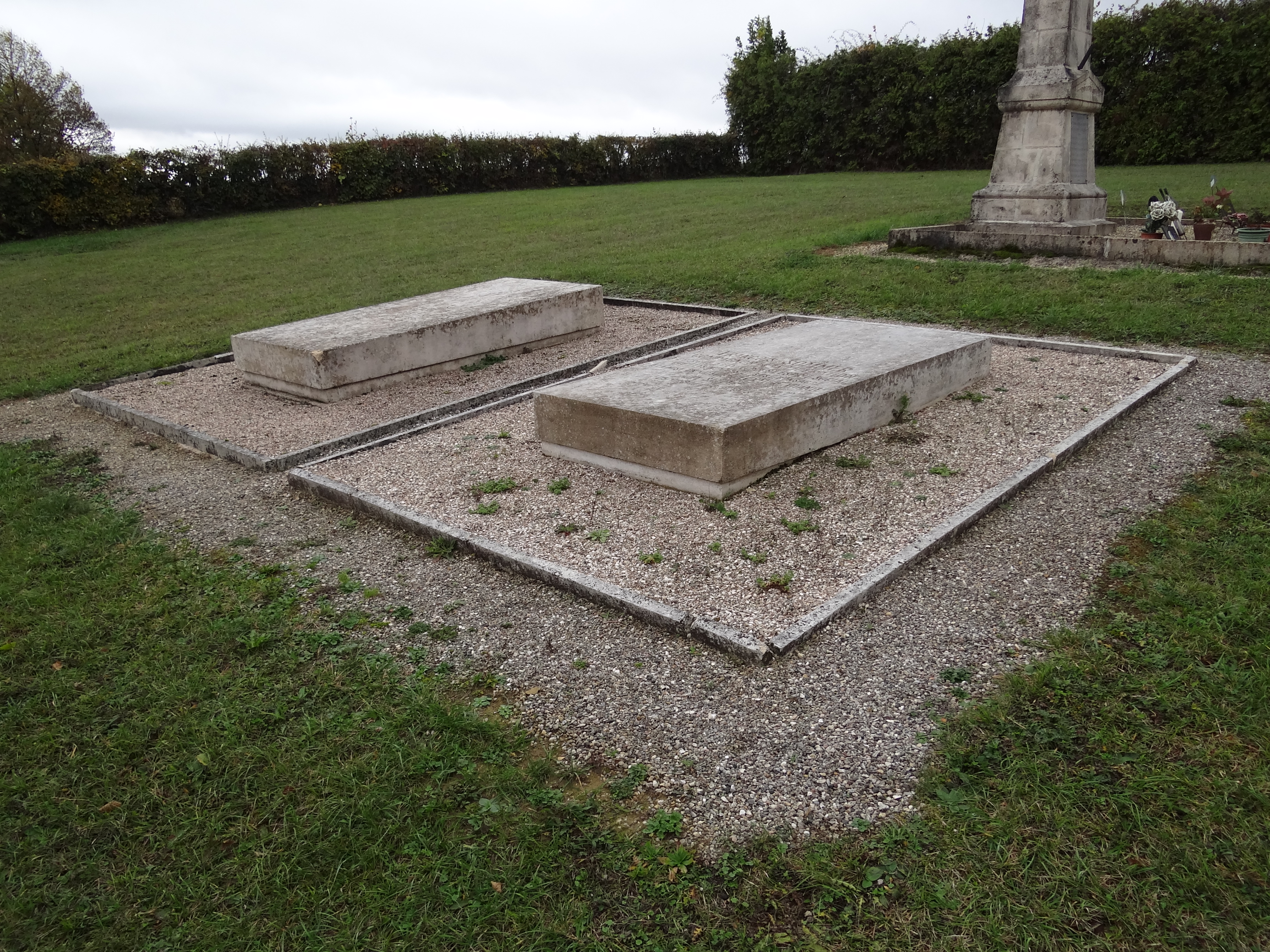
La tombe de François Sommer au cimetière de Belval-Bois-des-Dames (Ardennes).

François Sommer est probablement atteint d'un cancer du foie, qui s'avère rapidement inopérable, malgré des traitements à l'hôpital américain de Neuilly, en décembre 1972. Il meurt à son domicile parisien du Quai d'Orsay, le 8 janvier 1973. Ses obsèques eurent lieu dans l'église de Mouzon. Il fut ensuite inhumé peu après dans le cimetière de Belval-Bois-des-Dames. Cette épitaphe est gravée sur sa tombe : « François Sommer, Compagnon de la Libération, a cherché à développer l’esprit social chez les hommes et s’est consacré à la mise en valeur de la nature vivante et sauvage. ».

### Décorations
- Commandeur de la Légion d'honneur à titre militaire (23 janvier 1956)
  -  Officier de la Légion d'honneur (12 juin 1945)
  -  Chevalier de la Légion d'honneur (5 avril 1944)
- Compagnon de la Libération par décret du 29 décembre 1944
  - Membre du Conseil de l'ordre de la Libération en novembre 1963[14]
- Croix de guerre 1939–1945 (7 citations)
- Médaille de la Résistance française avec rosette par décret du 31 mars 1947
  -  Médaille de la Résistance française par décret du 22 février 1944
- Officier de l'ordre de l'Économie nationale (1954)[15]

 Distinguished Flying Cross (États-Unis) (19 juillet 1945)

## Opinions de François Sommer

### L'entreprise sociale par l'engagement politique
Venu tard aux affaires, en 1953, il succède à son père à la tête de la manufacture de feutres de Mouzon, créée en 1887 par son grand-père Alfred Sommer. Sous son impulsion, cette petite industrie se développe vigoureusement et devient la première société mondiale dans le domaine des revêtements de sol.
Ouvert aux questions sociales, François Sommer est l'un des tout premiers à instituer l'intéressement de ses employés au résultat de l'entreprise. Ces initiatives ont été diversement appréciées à l'époque, tant du côté organisations patronales que du côté syndicat de salariés. Il crée avec son frère Pierre Sommer (1909-2002) la Fondation François-et-Pierre-Sommer, fondation d'entreprise dédiée à l'action sociale en faveur des anciens salariés de la société Sommer et de leurs descendants dans le berceau historique de l'entreprise à Mouzon.

### L'encadrement de la chasse
François Sommer est conscient de la mutation de la société française : de majoritairement rurale qu’elle était au début du siècle, elle devient citadine ce qui modifie consécutivement les rapports de l’homme à la nature. Son action est particulièrement marquante dans le domaine de la réglementation de la chasse. Il inspire des réformes favorisant l’essor du grand gibier en France : évolution des méthodes de repeuplement, création de chasses pilotes, délimitation de territoires cynégétiques, adaptation des dates d'ouverture et de fermeture à chaque gibier, etc. Il suggère également pour la chasse, et pour la pêche, de créer une direction indépendante de l'administration des forêts. Il milite plus généralement auprès des pouvoirs publics pour la création d’un ministère de l'Environnement.

## Publications
- Pourquoi les bêtes sont-elles sauvages ?, Nouvelles Éditions de la Toison d'or, 1953
- Le refuge de Noé, Nouvelles Éditions de la Toison d'or, 1953
- Les Sans-culottes de l'Air, histoire du Groupe Lorraine, Robert Laffont, 1954
- (en) Man and beast in Africa, H. Jenkins, 1954
- Le safari, la gâchette, Robert Laffont, 1956 (réédition: Montbel, 2005, 284 pp.  (ISBN 9782914390316))
- La chasse photographique, Hachette, 1960
- Au-delà du salaire, Paris, Robert Laffont, 1966, 239 p. (OCLC 460408783, BNF 36270840)
- La Chasse imaginaire, Robert Laffont, 1969, 318 p.[20]
- Chasses et gibiers d'Afrique, Crépin-Leblond, 1971
- La chasse et l'amour de la nature, Robert Laffont, 1973

## Films documentaires
- 1947 : Kenya, film en 16 mm sur les lions et éléphants
- 1953 : François le rhinocéros, film tourné en 16 mm puis transformé en 35 mm. Prix du court métrage de la Mostra de Venise (1953)
- 1979 : Manda, la vie animale dans la réserve de Manda, près de Fort-Archambault au Tchad

## Postérité
Pour promouvoir leurs conceptions, François et Jacqueline Sommer créent, en 1964, dans un hôtel particulier du Marais, la Maison de la Chasse et de la Nature, institution originale qui est reconnue d’utilité publique. Celle-ci, devenue la fondation François-Sommer pour la chasse et la nature et, aujourd'hui, la fondation François Sommer, y a installé le musée de la Chasse et de la Nature.
Son portrait est exposé avec ceux des cinq autres compagnons de la Libération liés aux Ardennes, sur le mur de l'esplanade Roger Mas, à Charleville-Mézières, en France, du 31 août au 7 novembre 2024, à l'occasion de l'exposition de 110 photographies de compagnons de la Libération réalisés par le studio Harcourt.